# 테리 안토니스
 테니 안토니스 (Terry Antonis, 1993년 11월 26일 ~ )는 오스트레일리아의 축구 선수이다. 포지션은 미드필더로 현재 타이 리그 1의 우타이타니  소속이다

## 클럽 경력
2010년 6월, 시드니 FC와 계약을 체결하며 프로 선수 생활을 시작했다. 2010년 9월 11일 열린 웰링턴 피닉스와의 경기에서 프로 데뷔전을 치렀다. 2013년 2월 16일 열린 애들레이드 유나이티드와의 경기에서 프로 데뷔골을 기록했다.
2015-16 시즌을 앞두고 그리스 수페르리가 엘라다의 PAOK로 이적했다. 테리는 2015년 12월 3일 그리스 컵 대회에서 그리스 이적 후 첫 경기를 치렀다. 리그 데뷔는 이보다 더 늦은 2016년 2월에 이루어졌다. 2015-16시즌 테리는 6경기 출전에 그치고 말았다.
2016-17 시즌을 앞두고 베리아 FC로 임대이적했다. 하지만 베리아에서도 반 시즌 동안 1경기 출전에 그쳤으며 잔여 시즌 동안 A리그의 웨스턴 시드니 원더러스로 재임대되었다. 2017년 1월 28일에 열린 브리즈번 로어와의 경기에서 시드니 이적 후 첫 경기를 치렀다. 2017년 AFC 챔피언스리그에서는 3경기에 나서 2골을 넣는 활약을 펼쳤다.
2017-18 시즌을 앞두고 네덜란드의 VVV 펜로로 이적했다. 하지만 네덜란드에서도 2경기 출전 1득점을 기록하는 등 기회를 많이 받지 못했다.
2018년 1월, A리그의 멜버른 빅토리와 계약하면서 다시 호주 무대로 돌아왔다. 멜버른에서는 주전을 차지하며 총 53경기 5골의 성적을 거두었다.
2019 시즌 여름 이적시장을 통해 K리그1의 수원 삼성 블루윙즈로 이적했다. 2019년 7월 30일 열린 대구 FC와의 경기에서 타가트에게 어시스트를 해주며 팀의 2-0승리를 이끌었다.

## 국가대표팀 경력
2015년 AFC 아시안컵에 참여하는 오스트레일리아 축구 국가대표팀 최종 명단에 포함되었다.

## 수상

### 팀

#### 오스트레일리아 축구 국가대표팀
- AFC 아시안컵 우승: 2015

#### 멜버른 빅토리
- A리그 챔피언십 우승: 2017-18

#### 수원 삼성 블루윙즈
- FA컵 우승: 2019